# Nagroda im. Jana Rodowicza „Anody”
Nagroda im. Jana Rodowicza „Anody” – nagroda przyznawana przez Muzeum Powstania Warszawskiego od 2011 roku.

## Historia
Patronem nagrody jest powstaniec warszawski i działacz podziemia antykomunistycznego Jan Rodowicz. Nagrodę ustanowiło Muzeum Powstania Warszawskiego 3 sierpnia 2011 roku, chcąc honorować postawy zgodne z etosem walczących w powstaniu, takie, jak: odwaga, honor, odpowiedzialność, opieka nad słabszymi, empatia, pracowitość, koleżeństwo. W pierwszych dziesięciu edycjach nominowano do nagrody ponad 120 osób. Muzeum przyznaje nagrodę w trzech kategoriach: za całokształt dokonań, za akcję społeczną oraz za wyjątkowy czyn. Wyboru dokonuje kapituła nagrody.
W 2023 roku do kapituły należeli: ks. Andrzej Augustyński, Ewa Błaszczyk, Jacek Dębicki, płk Piotr Gąstał, dr Dariusz Karłowicz, Paweł Łukasiak, Olga Puncewicz, Jakub Wygnański, Jan Rodowicz. Mecenasem nagrody jest Fundacja PKO Banku Polskiego.

## Laureaci
Nagrodą od 2011 roku uhonorowano:
- 2012 edycja I – Maciej Grzybek (kategoria „Wyjątkowy czyn”)[a][3], Janusz Świtaj oraz rodzice: Helena i Henryk Świtajowie (kategoria „Całokształt dokonań”)[4][5]

- 2013 edycja II – mieszkańcy wsi Chałupki (kategoria „Wyjątkowy czyn”)[b][6], Natalia Syniavska-Krzyżanowska (kategoria „Całokształt dokonań”)[7]

- 2014 edycja III – por. Wanda Błeńska ps. Dokta (Nagroda Honorowa)[8], mieszkańcy miejscowości Roszowicki Las (Nagroda Specjalna)[9], Adam Hryciuk (kategoria „Wyjątkowy czyn”)[c][10], Marcin Sienkiewicz i Piotr Dudek (kategoria „Całokształt dokonań”)[d][11][12]

- 2015 edycja IV – Zbigniew Danielak (kategoria „Wyjątkowy czyn”)[13], Kazimierz Busma (kategoria „Całokształt dokonań”)[e][14][15]

- 2016 edycja V – Patryk Pagel (kategoria „Wyjątkowy czyn”)[f][16], Ewa Gawryś (kategoria „Całokształt dokonań”)[17]

- 2017 edycja VI – Łukasz Walkowiak (kategoria „Wyjątkowy czyn”)[g][18], siostry Marta Krzeptowska i Maria Krzeptowska-Marusarz (kategoria „Akcja społeczna”)[19], o. Edward Konkol SVD (kategoria „Całokształt dokonań”)[20]

- 2018 edycja VII – Grzegorz Haliczyn (kategoria „Wyjątkowy czyn”), Mirosław Kaźmierczak (kategoria „Akcja społeczna”), Kazimierz Speczyk (kategoria „Całokształt dokonań”)[21][22]

- 2019 edycja VIII – Mirosława Gruszczyk (kategoria „Wyjątkowy czyn”)[h][23], s. Michaela Rak (kategoria „Akcja społeczna”)[24], Paweł Grabowski (kategoria „Całokształt dokonań”)[i][25]

- 2022 edycja X – Marek Czerwiński (kategoria „Wyjątkowy czyn”)[j][26], Jakub Sieczko (kategoria „Akcja społeczna”)[27], inż. Adam Król (kategoria „Całokształt dokonań”)[k][28][29]

- 2023 edycja XI – ppor. Jerzy Szumański ps. Wig (Nagroda Honorowa)[l], Damian Duda (kategoria „Wyjątkowy czyn”)[m], Agnieszka Sikora (kategoria „Akcja społeczna”)[n], Wojciech Kowalczyk (kategoria „Całokształt dokonań”)[o][30]